# Coll de la Parra
El Coll de la Parra és un coll a 858,2 m d'altitud del terme municipal de Tremp, a dins de l'antic terme de Sapeira. Està situat a l'extrem sud-oest del Serrat de la Sarga, a la carena que separa les valls del barranc d'Espills, al nord, i del barranc dels Masets.